# 카론 (위성)
카론(Charon) 혹은 134340 명왕성 I(소행성명 : 134340 Pluto I)는 왜소행성 명왕성의 발견된 위성 중에서 가장 큰 위성으로 1978년에 워싱턴 DC에 위치한 미군 해군 천문대에서 발견되었다. 모행성인 명왕성 비해 매우 큰 크기와 질량을 가지고 있는데, 지름은 명왕성의 절반이 넘고, 질량은 명왕성의 11% 정도이다. 때문에 카론의 중력의 영향으로 명왕성계의 질량 중심은 카론과 명왕성 사이에 있다.
뉴 허라이즌스 호가 2015년 7월 14일에 명왕성을 접근통과 하면서 동시에 탐사하여 카론에는 최대 약 27,000km까지 접근하였다.

## 발견과 작명

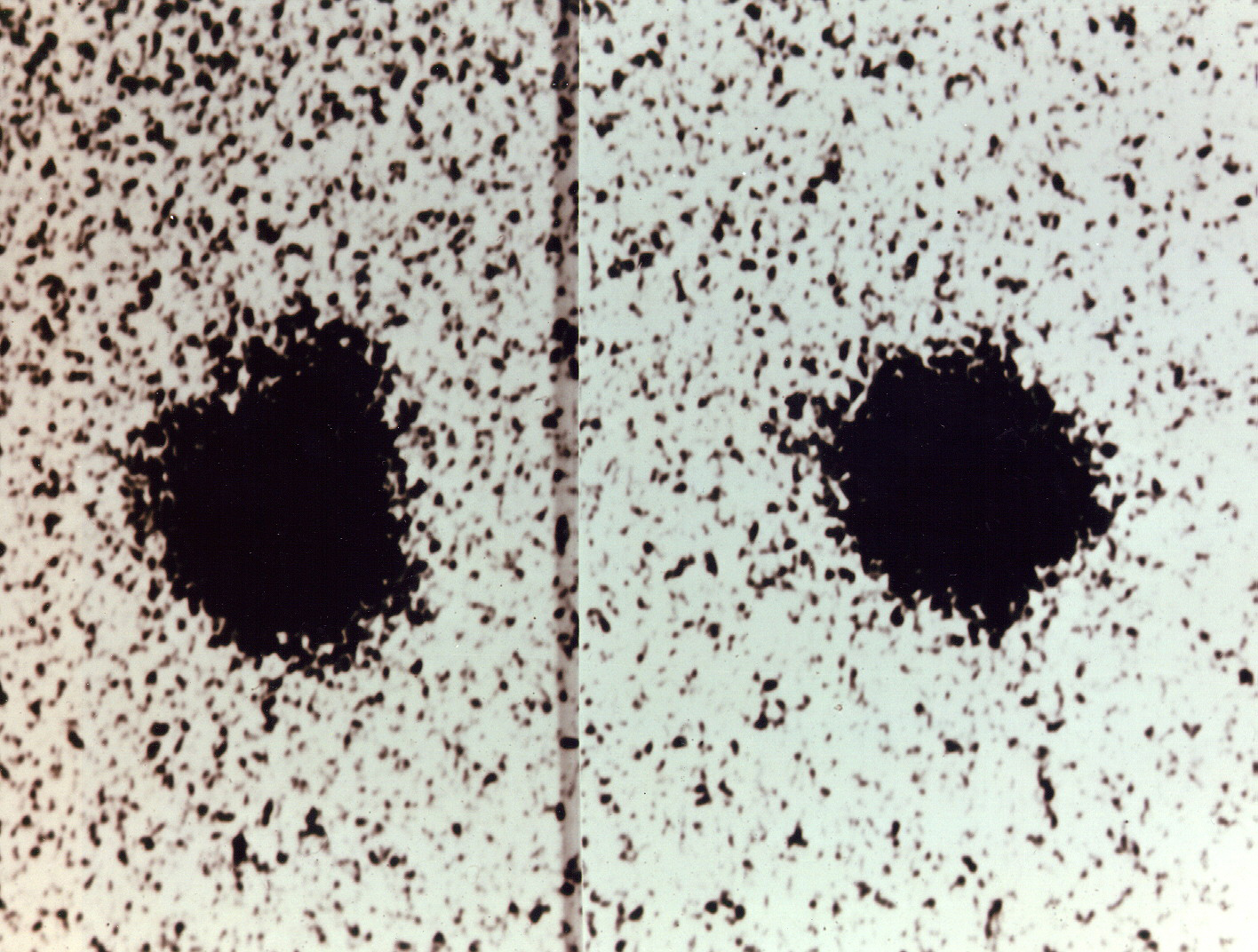
발견 당시의 카론의 사진이다. 왼쪽 이미지의 큰 점이 명왕성이고, 그 점의 우측 상단에 약간 튀어나온 부분이 카론이다

카론은 미국 해군성 천문대의 천문학자인 제임스 크리스티에 의해 1978년 6월 22일에 발견되었다. 카론이라는 이름은 그리스 신화에 나오는 지옥의 뱃사공 '카론'에서 따온 것으로, 그가 모시는 왕이자 명계의 신인 하데스의 영어 이름 Pluto를 명왕성의 영어 이름으로 한 것과 연관성을 높이기 위함이었다.
2005년 10월 31일에 새로운 위성 2개가 발견될 때까지는, 카론이 명왕성의 유일한 위성이었다. 위성으로서는 모행성과 비교했을 때 매우 질량이 커서 둘 사이의 우주 공간에 질량 중심이 있다. 명왕성과 카론은 그 질량 중심을 공전하고 있다.
2006년 8월 프라하에서 열린 국제천문연맹(IAU) 총회에서 행성의 정의를 두고 논란이 있었다. 초안에서는 행성을 태양 주위를 돌고 구형을 유지할 만한 크기와 중력을 가졌으며, 위성이 아닌 천체로 정의했다. 명왕성과 카론의 질량 중심은 두 천체의 바깥에 위치하므로 위성이 아니라는 해석이 내려졌고, 다른 조건을 이중 행성계로 보았다. 그러나 많은 논의 끝에 최종적으로 통과한 안에서는 명왕성을 왜행성으로 보았으며, 카론에 대해서는 불명확한 상태로 남겨두었다.
2006년에는 에리스, 세레스와 함께 행성으로 승격이 될 뻔 했으나 명왕성이 퇴출되어 없던 일이 되었다.

## 특성
지름과 질량이 각각 명왕성의 2분의 1, 7분의 1이다. 적외선 스펙트럼으로 봤을 때, 표면은 얼음으로 덮여있는 것으로 보인다.
카론은 명왕성에서 약 2만 km 떨어져 있고 공전 주기와 자전 주기 또한 같아서 항상 한쪽 면만 명왕성을 향해 있다. 만일, 명왕성에서 카론을 본다면 움직이지 않는 것처럼 보일 것이다. 또 대부분의 위성들이 행성의 적도를 돌고 있는 것과는 달리 카론은 명왕성의 남북 방향으로 돌고 있는 것이 특징이다. 두 천체는 조석력으로 서로 묶여 있으며, 구성 성분과 구조도 비슷한 것으로 알려져 있어 위성이 아니라고 보는 학자들도 있다.
1980년대 후반에는 카론이 지구와 명왕성의 사이를 통과하기 때문에, 명왕성의 표면 밝기가 변화하는 것을 볼 수 있었다. 덧붙여, 이런 현상은 명왕성이 1번 공전하는 동안 2번 일어난다.
카론은 평균 밀도가 명왕성에 비해 크다. 이것은 메테인 등의 가벼운 물질에 비해, 물얼음의 비율이 높기 때문이다. 1999년, 표면의 얼음이 존재한다는 것이 확인되었다.

## 기원
명왕성과 카론은, 과거에는 트리톤과 함께 해왕성의 위성이였다가 다른 위성끼리의 중력적인 상호 작용으로 궤도에서 튕겨나갔다는 가설이 있다. 트리톤은 대기나 지질학적인 조성이 명왕성과 유사하여, 과거에는 태양을 공전하는, 해왕성 바깥 천체였을 가능성도 있으나, 오늘날의 명왕성은 해왕성을 공전하고 있었던 적은 없었다고 하는 것이 넓게 받아들여지고 있다.
2005년에 발표된, 로빈 캐넙(Robin canup)의 시뮬레이션에 의하면, 카론은 지구의 달과 다름없이 45억 년전의 대충돌로 생성되었을 것으로 생각된다. 이런 위성 형성 과정은 초기 태양계에서는 일반적인 현상이였을 것이라고 추측된다.

## 같이 보기
- 위성 목록

## 참고 문헌
1. ↑  Jennifer Blue (2009년 11월 9일). “Gazetteer of Planetary Nomenclature”. IAU Working Group for Planetary System Nomenclature (WGPSN). 2010년 2월 24일에 확인함.
2. ↑  
Buie, Marc W.; Grundy, William M.; Young, Eliot F.; Young, Leslie A.; Stern, S. Alan (2006). “Orbits and Photometry of Pluto's Satellites: Charon, S/2005 P1, and S/2005 P2”. 《The Astronomical Journal》 132 (1): 290–298. arXiv:astro-ph/0512491. Bibcode:2006AJ....132..290B. doi:10.1086/504422.. a, i, e per JPL (2008년 8월 25일에 사이트 갱신됨.)
3. ↑  “The Orbit of Charon is Circular”. 《The Astronomical Journal》. 2015년 11월 1일에 확인함.
4. ↑  스바루 망원경, 명왕성에서 에탄 얼음, 카론에서 물얼음을 발견
5. ↑  McKinnon, W. B. (1984). “On the origin of Triton and Pluto”. Nature: 355–358.
6. ↑  “SwRI scientist: Pluto-Charon origin may mirror that of Earth and its Moon”. Southwest Research Institute (SwRI) News. 2005년 1월 27일. 2012년 10월 30일에 확인함.